# Tylosis puncticollis
Tylosis puncticollis là một loài bọ cánh cứng trong họ Cerambycidae.